# Halicarcinus orientalis
Halicarcinus orientalis is een krabbensoort uit de familie van de Hymenosomatidae. De wetenschappelijke naam van de soort is voor het eerst geldig gepubliceerd in 1932 door Sakai.